# The Master Mind
The Master Mind er en amerikansk stumfilm fra 1914 af Cecil B. DeMille og Oscar C. Apfel.

## Medvirkende
- Edmund Breese som Richard Allen.
- Fred Montague som Henry Allen.
- Jane Darwell som Milwaukee Sadie.
- Dick La Reno som Blount.
- Harry Fisher som Diamond Willie.